# 刘长铭
刘长铭（1956年3月—），男，汉族，民盟成员，湖南湘潭人，中华人民共和国教育家、政治人物，曾任北京市第四中学校长，北京市西城区政协副主席，第十一届全国政协委员、第十二届全国政协常委 、第十一届民盟中央常委。现任中国教育学会高中教育专业委员会理事长、北京金融街教育公司教育总监、北京金融街润泽学校总校长 ，拥有“全国最牛的中学校长”、“全国最有魅力的校长”等称号。

## 生平
2008年，当选第十一届全国政协常务委员，代表中国民主同盟，分入第五组。